# 에누마 엘리시
에누마 엘리쉬(Enûma Eliš)는 메소포타미아 신화의 창조 서사시이다.

## 발굴과 복원
니네베의 아슈르바니팔의 폐허가 된 도서관에서 조각으로 발굴되었다. 에누마 엘리쉬는 수천 줄이며 점토판에 아카드어로 기록되어 있다. 각 점토판은 115줄에서 170줄로 구성되어 있다. 대부분의 점토판 V는 복원되지 못하였다. 그러나 에누마 엘리시는 거의 완전하였다. 점토판 V의 사본이 고대 후지리나였던 술탄테페에서 발견되었다. 현재 터키의 도시 샨르우르파 근처에 있다.

## 역사
이 서사시는 마르두크의 우월성에 중심한 신에 봉사하는 인간의 존재와 같은 바빌로니아의 세계관을 이해하는 매우 중요한 문헌 중의 하나이다. 주요 목적은 신학의 설명이 아니라 다른 메소포타미아 신에 대해 바빌론의 주신 마르두크의 지위 강화였다. 에누마 엘리쉬의 다양한 판과 사본들이 바빌로니아와 아시리아에 존재하였다. 아슈르바니팔의 도서관에서 나온 판은 기원전 7세기로 연대가 측정된다. 대부분의 학자들은 기원전 18세기까지 거슬러 올라간다는 주장에 강력히 반대하며, 이신(Isin) 제2왕조 시절(기원전 1153-1022년)의 기록, 곧, 중 아시리아 제국 시절의 기록으로 보고 있다. 이는 기원전 18세기(함무라비의 시대)에는 에누마 엘리시의 내용과 달리 마르둑이 신들의 왕이 아닌 판테온의 일부로 여겨진 반면에 이신 제2왕조의 네부카드네자르 1세(기원전 1153-1100년)의 시절에는 메소포타미아 역사상 처음으로 신들의 왕으로 그 지위가 격상되었기 때문이다.

## 내용
"위에 하늘이 아직 불리지 않았고
아래 마른 땅이 이름으로 불리지 않았을 때
신들의 아버지 태초의 압수와 신들을 낳은 모체 티아마트가 자기들의 물을 한데 섞고 있었다.
늪지가 형성되지도 않았고 섬도 나타나지 않았다.
신이 나타나지 않아 이름으로 불리지 않았고 운명이 결정되지 않았다.
그리고 신들이 그들 안에서 생겨났다." -에누마 엘리쉬 서두부분 발췌

## 창세기와의 유사성
에누마 엘리쉬는 창세기의 창조설화와 유사점을 가지고 있다:
"하나님이 천지를 창조하신 태초에,
땅이 혼돈하고 공허하며, 어둠이 깊음(테홈) 위에 있고,
강한 바람(루하 엘로힘)은 물 위에 움직이고 있었는데,
하나님이 말씀하시기를 "빛이 생겨라" 하시니, 빛이 생겼다. 그 빛이 하나님 보시기에 좋았다. 하나님이 빛과 어둠을 나누셔서, 빛을 낮이라고 하시고, 어둠을 밤이라고 하셨다. 저녁이 되고 아침이 되니, 하루가 지났다.
하나님이 말씀하시기를 "물 한가운데 창공이 생겨, 물과 물 사이가 갈라져라" 하셨다. 하나님이 이처럼 창공을 만드시고서, 물을 창공 아래에 있는 물과 창공 위에 있는 물로 나누시니, 그대로 되었다. 하나님이 창공을 하늘이라고 하셨다."

## 등장하는 주요 신들
- 마르두크
- 뭄무
- 압주
- 에아
- 티아마트

## 같이 보기
- 창조 신화
  - 수메르 창조 신화
- 종교
  - 고대 메소포타미아 종교
  - 고대 근동의 종교
- 길가메시 서사시

1. ↑  Sommerfield, Walter (1987). "Marduk. A. Philologisch. I. In Mesopotamien". Reallexicon der Assyriologie. p. 368.
2. ↑  Frahm, Eckart (2010). "Counter-texts, Commentaries, and Adaptations: Politically Motivated Responses to the Babylonian Epic of Creation in Mesopotamia, the Biblical World, and Elsewhere". Orient. 45: 3–33. p. 6.
3. ↑  Wisnom, Laura Selena (2020). Weapons of words: intertextual competition in Babylonian poetry a study of Anzū, Enūma eliš, and Erra and Išum. Leiden: Brill. ISBN 978-90-04-41297-2. p. 66.
4. ↑  Beaulieu, Paul-Alain (2 February 2018). A History of Babylon, 2200BC-AD75 (1st ed.). Wiley-Blackwell. pp. 161-162.
5. ↑  Beaulieu, Paul-Alain (2 February 2018). A History of Babylon, 2200BC-AD75 (1st ed.). Wiley-Blackwell. pp. 161-162.